# Comuna Rozsîpne, Troițke
Rozsîpne (în ucraineană Розсипне) este o comună în raionul Troițke, regiunea Luhansk, Ucraina, formată din satele Mîkolske, Rozsîpne (reședința), Șatkivka și Sonțeve.

## Demografie
Componența lingvistică a comunei Rozsîpne
     Rusă (80,88%)
     Ucraineană (19,12%)
Conform recensământului din 2001, majoritatea populației comunei Rozsîpne era vorbitoare de rusă (80,88%), existând în minoritate și vorbitori de ucraineană (19,12%).